# Западна Дунавска равнина
Западната Дунавска равнина обхваща западната най-тясна (25 – 30 км) и най-ниска (от 30 до 280 м н.в.) част на Дунавската равнина. Площта ѝ е 7234,9 km2, а средната ѝ надморска височина 130 м.

## Граници
Границите на Западната Дунавска равнина са следните:
- на запад – до държавната граница на България с Република Сърбия, респективно долината на река Тимок;
- на север – до южния бряг на река Дунав;
- на изток – от село Телиш, област Плевен на североизток до река Дунав по вододела между реките Искър и Вит;
- на юг – със Старопланинска област. Граница започва от северното подножие на уединената височина Връшка чука, след това следи подножието на северния разседно обусловен стръмен склон на Рабишката могила (461 м), а по̀ на изток морфотектонски изразената граница се проследява по северното подножие на планинския рид Венеца (904 м) и Широка планина (941 м), където по протежението на северното бедро на Белоградчишката антиклинала ясно проличава морфоложката изява на разломно-дислокационните структури. При село Владимирово границата пресича река Огоста и продължава на изток по северното подножие на разседно обусловения склон на Владимировския рид. Още по̀ на изток обхожда от север уединената височина Борованска могила и продължава на изток в южната околност на село Враняк. При село Чомаковци границата пресича река Искър, следейки на изток подножието на праволинейния и стръмен разседно-обусловен северен склон на Маркова могила, обхожда откъм север по-високия хълмист релеф и достиг до село Телиш.

## Релеф
Западната област на Дунавската равнина се отличава с равнинно-хълмист характер, със средна надморска височина от 130 м, в който се наблюданат съчетанието на плоски вододели, каньоновидни и асиметрични долини и крайдунавски алувиални низини. Земите с надморска височина от 0 до 200 м заемат 6128,2 km2 или 84,7%, а тези с височина от 200 до 600 м – 1106,7 km2 или 15,3%. При проследяването на нейната цялостна топографска повърхнина прави впечатление видимо изразеният наклон към север-североизток. В морфохидрографско и комплексно физикогеографско отношение Западната Дунавска равнина може да бъде диференцирана на две добре обособени подобласти – Тополовецко-Арчарска и Ломско-Искърска.
Тополовецко-Арчарската подобласт се простира от долината на река Тимок до западния вододел на река Лом. Тя се отличава с плоски вододели и дълбоко всечените каньоновидни долини на реките Тополовец, Видбол, Войнишка и Арчар.
От западния вододел на река Лом до вододела между реките Искър и Вит се простира източната – Ломско-Искърска подобласт. Тук с голяма яснота се открояват простиращите се от югозапад на североизток асиметрични вододелни ридове, между които са тясно свързаните с тях добре изразени асиметрични долини на реките Лом, Цибрица, Огоста, Скът и Искър. асиметричните вододелни ридове се отличават с просторни полегати източни склонове, които на изток постепенно и незабележимо преминават към заливната тераса на съседната речна артерия. И обратно, западните склонове на асиметричните ридове се спускат стръмно към леглото на съответната река. Тези морфографски особености на асиметричните вододелни ридове сес съпровождат с простираща се от югозапад на североизток воделна линия минаваща твърде близко до западния и на значително разстояние от съответния по̀ на изток приток на Дунав. Особено обширна и равна е леко наклонената на изток и североизток повърхнина на Златията в междуречието на Цибрица и Огоста.
Непосредствено на юг от река Дунав се проследяват стръмните и отчасти терасирани от екзогенните процеси склонови откоси на вододелните ридове в северната периферия на Западната Дунавска равнина. Между тези вододелни ридове покрай река Дунав се простира цяла редица от крайбрежни алувиални низине – Видинската, Арчаро-Орсойската, Долноцибърската, Козлодуйската и Островската. Особено голяма площ заемат Видинската и Козлодуйската низина, чиято незначителна средна надморска височина е от 30 до 35 м.
Най-изразителните форми на релефа в Западната Дунавска равнина са:
- Арчаро-Орсойска низина (36,8 км2)
- Бреговско-Новоселска низина (70,4 км2)
- Видинска низина (224,6 км2)
- Винаровски височини (222 м)
- Гламата (възвишение, 334 м)
- Златията (льосово плато, височина 120 – 140 м)
- Капитаница (льосово плато, 225 м)
- Козлодуйска низина (45,2 км2)
- Островска низина (25,6 км2)
- Равнището (льосово плато, 140 – 160 м)
- Цибърска низина (Долноцибърска низина, 21,5 км2)

## Геоложки строеж
Равнино-хълмистият релеф на Западната Дунавска равнина е изграден от неогенни седименти, които са представени от сарматски шуплести варовици, варовити пясъчници, пясъци и глини, върху които се установява наличието на плиоценски глини, пясъци и песъчливи глини. Тези различни по фациес плиоценски седименти в басейна на река Лом се съпровождат със силно овлажнени лигнитни въглищни пластове, а във видинската низина при село Кошава има богати гипсови залежи. Целият този седиментен комплекс на плиоцена заедно с лежащите отдолу и разкливащи се на юг и на запад сарматски седименти показват видимо потъване на изток-североизток. Тези тектонски особенодти на Западната Дунавска равнина са отражение на нейното геоструктурно развитие в обсега на Ломската депресия. Върху този различен по възраст и литология седиментен субстрат се проследява нееднаквата по мощност плейстоценска льосова и льосовидна покривка.

## Климат и води
Западната Дунавска равнина има умерено-континентален климат. Тук освен характера на релефа и неговата надморска височина за формирането на климата оказват влияние простирането на областта в пояса на умерените географски ширини, широката ѝ връзка с континента, въздействието на далечните и близките водни басейни и решаващата рола на въздушния пренос. Заедно със значителната трансформация на транспортираните различни по произход въздушни маси за формирането на климата в областта съществено влияние оказва релефът на съседните земи и най-вече на карпатската и старопланинската орографска бариера и широката континентална отвореност на цялата Дунавска равнина на изток и североизток към територията на Източноевропейската равнина.
Умерено-континенталният климат се потвърждава от количествените и качествените показатели на климатичните елементи. Тук средните януарски температури варират от -1,6 °C (Видин) до -3,2 °C (Кнежа), а средните юлски температури за същите станции са съответно 11,2 °C (Видин) и 10,6 °C (Кнежа), а техните средногодишни температурни амплитуди са значителни: 24,6 °C за Видин и 25,9 °C за Кнежа. Отбелязаните средни температурни стойности свидетелстват за наличието на сравнително горещо лято и на, общо взето, студена зима. от друга страна, изразените тук сравнително големи средногодишни температурни амплитуди илюстрират проявата на континентални черти на климата.
В Западната Дунавска равнина преобладаващите ветрове са от западна и северозападна посока. Областта се отличава с добре изразен континентален режим на валежите, с наличие на къснопролетен (юнски) максимум и зимен (февруарски) минимум. Средногодишните валежни количества варират между 560 мм и 580 мм са значително по-малки от средногодишната валежна сума за цялата страна, но в същото време те са по-големи от останалата средна и източна част на Дунавската равнина.
Режимът и количеството на валежите и изпарението, естеството на геоложката основа, наклонът на релефа и харастерът на подстилащата повърхнина обуславят генезиса на оттока и проявеното смесено (дъждовно-снижно и карстово) подхранване на реките. Тук модулът на оттока варира от 2 до 7,5 l/s/km2 и тази негова значителна диференцираност се обяснява най-вече с естеството на литоложкия субстрат, с наличието или липсата на растителна покривка и с наклона на релефа.
Основните речни артерии в Западната Дунавска равнина с малки изключения водят началото си или от Предбалкана или от Стара планина (река Искър е изключение от това правило) и са като транзитни водни артерии през равнината. По големите реки в Западната Дунавска равнина са: Тополовец, Видбол, Войнишка, Арчар, Скомля, Лом, Цибрица, Огоста, Скът и Искър.

## Почви
Малката надморска височина, сравнително сухият континентален климат и, общо взето, сухолюбивата тревна растителност представляват комплекс от фактори, които са спомогнали за формирането и разпространението на черноземите в Западната Дунавска равнина. Тук от север на юг във връзка с увеличаването на валежните количества, с намаляване ефекта на карпатската валежна сянка и с нарастване на почвообразуващата роля на горската растителност се наблюдава зонирането на карбонатните, типичните, излужените и оподзолените черноземи. От друга страна, покрай река Дунав в обсега на крайдунавските низини и в близост с речните легла на дунавските притоци се установяват алувиалните почви и техните разновидности.

## Растителност и животински свят
Ареалът на естествената растителност в Западната Дунавска равнина е значително стеснен от намесата на човека и създадените от него обработваеми площи. Тя е запазена предимно в по-малко пригодните за земеделие местности, където е представена от ксерофилна лесостепна растителност. Растителността в междудолинните плоски льосови ридове е сухолюбива и понася оскъдната почвена влага. Нейни представители тук са разновидностите на дъба, полският бряст и някои сравнително сухолюбиви тревни видове. По дунавските острови, върху алувиалните низини и край речните легла на дунавските притоци, където нивото на подпочвените води е сравнително високо, растителността е представена от влаголюбиви горски видове, които на места образуват труднопроходими гори предимно от бяла върба, бяла топола и черна канадска топола.
Сравнително сухият континетален климат в областта, наличната на места лесостепна естествена растителност и високите добиви от зърнените култури представляват комплекс от физикогеографски условия, които благоприятстват за широкото разпространение на гризачите и най-вече на зайците, мишките и лалугерите. За тяхното обитаване в областта следва да се имат предвид и издълбаните от тях входове и дупки в мощните черноземи и в неспоения льосов субстрат. В Западната Дунавска равнина се среща богата и разнообразна птича фауна. Част от нея обитава блатистите и горски места на дунавските острови и крайдунавските алувиални низине, друга – по-високите и сухи райони на тревната и горската растителност или обширните площи на обработваемите земи. Особено е голямо разнообразието на птичия свят през пролетта, когато не само пределите на естествените и създадените от човека гори, но и нивите с избуялите култури се огласят от много пролетни пойни птици. Освен това в областта при съответната благоприятна еколожка обстановка обитават диви патици и гъски, срещат се яребици, пъдпъдъци, гълъби гургулици и др.